# Geai à moustaches
Cyanocorax mystacalis
Espèce
Synonymes
- Pica mystacalis de Sparre, 1835[1]

Statut de conservation UICN

 LC  : Préoccupation mineure
Le Geai à moustaches (Cyanocorax mystacalis) est une espèce de passereaux de la famille des Corvidae.

## Répartition
Cet oiseau vit dans la région du Tumbes (dans le Sud de l'Équateur et le Nord du Pérou).